# Campylaspis rex
Campylaspis rex is een zeekommasoort uit de familie van de Nannastacidae. De wetenschappelijke naam van de soort is voor het eerst geldig gepubliceerd in 2002 door Gerken & Ryder.